# 12GEMs
『12GEMs』（トゥエルヴジェムズ）は、シークスが開発しジー・モードより発売されたRPG。2005年から2006年にかけてフィーチャーフォンのiアプリ、EZアプリ、Vアプリ向けに発売され、2023年4月6日にはジー・モードがフィーチャーフォンゲームを復刻するプロジェクト「G-MODEアーカイブス」の第47弾ソフトとしてNintendo Switch版が発売された。

## 概要
天空都市ガンゼルドの異変により飛び散った12個のGEM（宝石）の捜索を命じられた主人公の少年ディノが下界に降り立ち、夜が明けるまでの12時間以内という制限の中で使命を遂行していく。冒険の道中で手に入るGEMは、手持ちの懐中時計「メルトムーン」に装着してディノの能力値を変化させたり、GEMに封じられた存在「ハーミット」を戦闘時に召喚したりして活用することができる。
本作の企画は携帯電話の容量が50KBと少ない時代に立案され、当初のシナリオは宝石箱がひっくり返って宝石から姿を変えた妖精を集めるという魔女っ子ものだったが、製品版は全く違うものになっている。作品内で長い年月の経過を感じさせるRPGが多い中で時間的にも世界的にもミニマムなものにしたらどうなるかという発想がシナリオのコンセプトで、そのような状況にある一人の人間が世界とのかかわり方のスタンスを変えていく姿を描きたいという考えが内容に反映されている。

## システム
手持ちのGEMは、メルトムーンに装着するものを最大8つ、戦闘時にハーミットを召喚するものを1つ選んで設定する。本作には一般的なRPGにおける武器・防具に該当するアイテムがなく、GEMの装着がそれらの代わりとなっている。
召喚したハーミットはディノとともに戦闘に参加し、通常攻撃に加え固有の特殊攻撃を使用する。また、ディノはGEMの装着によりGEMが持つ特殊攻撃が使用できるようになる。
戦闘に勝利すると、メルトムーンに装着したGEMとハーミットを召喚したGEMに経験値が入り、レベルアップすると能力値の上昇や技の強化が行われる。一方、ディノは戦闘で経験値を得られない。ディノの能力の強化は、フィールド上の各所にある金属「サージェン銀」を一定数集めてガンゼルドの職人バクスターに渡すことで行う。
戦闘中に特殊攻撃を使うかハーミットのHPが0になるかすると、GEMの輝きを表すゲージ「BRIGHT」が減少し、0になるとそのGEMが使用不可となる。再び使用するためには、アイテム屋で通貨の砂金を支払って磨いてもらう必要がある。

## 舞台
ガンゼルド
天空に浮かぶ都市。「三大議員」と呼ばれる上流貴族たちにより統治されている。また、都市の周囲は「ロタ」と呼ばれる環状の構造物で囲まれており、内部には最高位の統治者である「環状議長」がいる。
都市に住む民は、下界について、堕落した者や怪物の「ストーク」たちが徘徊する不浄の地であると伝えられており、下界に降りた者はガンゼルドに二度と戻れないという掟がある。
ガンゼルドの土台は、12個のGEMの力で下界から伸びる魔法の塔「GEMタワー」により支えられていたが、突然GEMが飛び散ったことでタワーが崩壊し、12時間後に下界に墜落するという危機的状況に陥る。
イノセンテ
下界の西部に位置する積雪地帯。住人は存在しない。
「子供の城」と呼ばれる遺跡がある。
アクエリオ
下界の南部に位置する島しょ地域。海に浮かぶ巨大なクラゲの上に集落があり、長老が統治している。
住人は「メデューサ」と呼ばれている。
ガービッシュ
下界の東部に位置する瓦礫地域。頭首のラザンが統治している。
住人は「スカベンジャー」または「スカベンジャーズ」と呼ばれ、全身を覆う防護服を着ている。

## 主な登場人物

### 主要人物
ディノ
主人公の少年。三大議員からGEMの捜索を命じられ下界を冒険する。
三大議員の1人であるラシニフを母に持つが、出生に関する因縁を理由に一族から忌み嫌われて追放され、母から隔離された状態で一般民として生活している。三大議員は、GEMを見つければ一族に復帰させるという話を口実としてディノを下界に送り出す。
バクスター
ガンゼルド居住区にある工房のからくり職人。
三大議員の1人であるサガナフから依頼され、冒険に出るディノにメルトムーンを渡す。
ランディータ
ガービッシュ出身の少女。ディノと出会って以降、ディノの冒険を度々手助けする。
その正体はスカベンジャーズ頭首のラザン。「ランディータ」という名前は幼い頃のあだ名。
環状議長
ガンゼルドの統治者。名前は明かされない。
民族の多様性を確保し世界のバランスを保つという名目のもとに各民族の印象操作を行い、結果として民族同士の対立を生んでいる。
かつて下界の民の駆逐を目論んだ歴代のガンゼルド王を粛清してきた経緯があるが、物語の中盤で、王のうちの1人でラピスラズリのGEMに封じられていたハーミットのバロンの急襲を受け殺害される。
サガナフ
三大議員の一人。
物語の後半でランディータを誘拐し、ディノをおびき寄せてGEMを奪おうと画策する。
エメラルドのGEMを使役してディノに襲い掛かるが、戦闘後、GEMが持つ力の強さに耐え切れず息絶える。
カタシンフ
三大議員の一人。サガナフの弟。
ディノが兄のサガナフを殺めたと逆恨みし、ラピスラズリのGEMを使役して襲い掛かる。
父である先代ガンゼルド王の失策を挽回できずにいた三大議員は環状議長から能力を疑われており、保身のために環状議長の暗殺を企てラピスラズリのバロンの怨恨を利用した。ディノとの戦闘後、自身の復讐心を弄ばれていたことを知り激昂するバロンの制裁によりカタシンフは無価値の小さな石と化す。
ラシニフ
三大議員の一人。ディノの母親で、サガナフとカタシンフの妹。
環状議長の暗殺、およびタワーの崩壊を主導した張本人で、環状議長により粛清された父の先代ガンゼルド王の野望を叶えるべく下界の支配を目論み、同時に、ディノや2人の兄を利用して全てのGEMを集めさせ強大な力を得ようとしている。
ダイヤモンドのGEMを使役してディノとの最終決戦を行う。戦いに敗れた後、ディノの裁量により処罰を免れ、エンディングでは一般民として暮らす後日談が伝えられる。

### GEMとハーミット
12個のGEMは誕生石にちなんでいる。
アクアマリン
沈着、聡明を象徴するGEM。特殊攻撃「雷雲」は風属性で敵全員にダメージを与える。敵からの風攻撃を半減する特殊能力を持つ。
元の姿は某国の賢者カラムス。GEMの存在を知り自らGEMとなった。
トルマリン
忍耐、悲哀の克服を象徴するGEM。特殊攻撃「大地の守り」は味方全員の守備力を一時的に上昇させる。敵からの大地攻撃を半減し、疲労（攻撃力・守備力減少）の攻撃を無効化する特殊能力を持つ。
元の姿は某国王家の守護精霊ガシュラ・ミラ。暗殺の命令を拒否したことで反逆者とみなされGEMに封印された。
エメラルド
幸福、幸運を象徴するGEM。特殊攻撃「盲目の蔦」は大地属性の攻撃で敵全員の守備力を下げ、盲目（攻撃ミス率増加）効果を与える。敵からの大地攻撃を半減し、疲労の攻撃を無効化、また戦闘終了後の報酬が通常よりも増加する特殊能力を持つ。
元の姿は天の庭園に住む天使コハルナ。人間に恋をした罰としてGEMに封印された。
トパーズ
友情、希望、潔白を象徴するGEM。特殊攻撃「魔眼」は敵全員の攻撃力を下げ、呪い（特殊攻撃使用不可）効果を与える。敵からの呪い攻撃を無効化する特殊能力を持つ。
元の姿は伝統舞踊の仮面に宿る精霊（名前不明）。悪霊と勘違いされGEMに封印された。
ラピスラズリ
永遠の誓い、成功を象徴するGEM。特殊攻撃「時間減速」は敵全員にダメージを与え、麻痺（数ターン行動不能）効果を与える。敵からの麻痺攻撃を無効化する特殊能力を持つ。
前述のように、元の姿はガンゼルドの元君主バロン。かつて下界の民を駆逐しようとストークを解き放つ悪事を働いたが、環状議長によりGEMに封印された。この時の積年の恨みを晴らそうと環状議長の前に現れて殺害し、ディノが集めていたGEMの一部を奪い去る。自身を利用したカタシンフに制裁を行った後、これまでの自身の愚かさを恥じ、地位を捨ててディノに仕えることを宣言し仲間に加わる。
アメジスト
誠実、心の平和を象徴するGEM。特殊攻撃「兜割り」は大地属性の攻撃で敵全員の守備力を下げる。敵からの疲労・呪い・麻痺の攻撃を無効化する特殊能力を持つ。
元の姿は死神のカーズ。最古のGEMと言われるが、GEMとなった経緯は不明。
パール
長寿、富を象徴するGEM。特殊攻撃「生気吸収」は冷気属性の攻撃で敵全員からHPを吸収する。敵からの盲目攻撃や霧の環境（戦闘開始時に時折発生する、敵の先制攻撃率や攻撃ミス率が上昇する状態）を無効化し冷気攻撃を半減する特殊能力を持つ。
元の姿は悪名高い海賊のエマ。海神の罰により改心して海底都市の守り神となりGEM化した。
ペリドット
夫婦の幸福、和合を象徴するGEM。特殊攻撃「癒しの歌」は味方全員のHPを回復する。霧の環境を無効化する特殊能力を持つ。
元の姿は名作曲家のギリアム。難病で死の淵にありながらも作曲活動を続け、その思いの強さからGEMになった。ディノの実力を試す対決に勝利すると仲間に加わる。
ルビー
情熱、勇気を象徴するGEM。特殊攻撃「連撃」は敵全員に対して連続で打撃攻撃を行う。敵からの攻撃を回避する確率が高く、冷気攻撃を半減する特殊能力を持つ。
元の姿は太古の時代に勃発した精霊と人間の戦争で人間を勝利に導いた巫女のシャラーム。戦後に自らGEMとなる。アメジストのカーズとは夫婦関係にあるものの仲が悪いが、ペリドットのギリアムの仲裁により矛を収める。
サファイア
誠実、徳望を象徴するGEM。特殊攻撃「氷結の柱」は冷気属性の攻撃で敵全員の攻撃力を下げる。敵の冷気攻撃を半減する特殊能力を持つ。
元の姿はガンゼルドと下界の橋渡し役を担っていた交渉人セルグ。下界人の子を宿したことで罪に問われてGEMに封印され、子も奪われた。
ガーネット
真実、忠実を象徴するGEM。特殊攻撃「火焔の柱」は火炎属性で敵全員にダメージを与える。敵からの火炎攻撃を半減する特殊能力を持つ。
元の姿は存在せず、かつて焼き滅ぼされた「ヤボランジ砦」の騎士たちの思念が宿っている。ディノの実力を試す対決に勝利すると仲間に加わる。
ダイヤモンド
前述のようにラシニフが使役するGEM。全てのGEMの中で唯一、ディノの手に渡らない。
元の姿は初代の環状議長。GEMとなった経緯は不明。